# Przerzutnik typu JK-MS
Przerzutnik synchroniczny JK-MS (Master-Slave) jest zbudowany z dwóch przerzutników JK połączonych kaskadowo. Jeden – nadrzędny (ang. master) – pełni funkcję bufora wejściowego, drugi – podrzędny (ang. slave) – bufora wyjściowego.
Informacja do przerzutnika jest wpisywana po pełnym cyklu zegarowym: przy zboczu narastającym informacja jest wpisywana do przerzutnika master, zaś przerzutnik slave (wyjściowy) wciąż pamięta informację wpisaną wcześniej. Przy zboczu opadającym informacja pamiętana przez przerzutnik master jest przepisywana do przerzutnika wyjściowego slave.

## Tabela wzbudzeń
| q | q' | J | K |
| - | -- | - | - |
| 0 | 0  | 0 | X |
| 0 | 1  | 1 | X |
| 1 | 0  | X | 1 |
| 1 | 1  | X | 0 |